# Cyclommatus taurus
Cyclommatus taurus es una especie de coleóptero de la familia Lucanidae.

## Distribución geográfica
Habita en Borneo, Sumatra (Indonesia).